# ژان ون در وستهویزن
ژان ون در وستهویزن (هلندی: Jean van der Westhuyzen؛ زادهٔ ۹ دسامبر ۱۹۹۸) قایقران کانو اهل استرالیا است.
وی در مسابقات کشوری و بین‌المللی در مجموع برندهٔ ۱ مدال طلا شده‌است.